# Кулуар

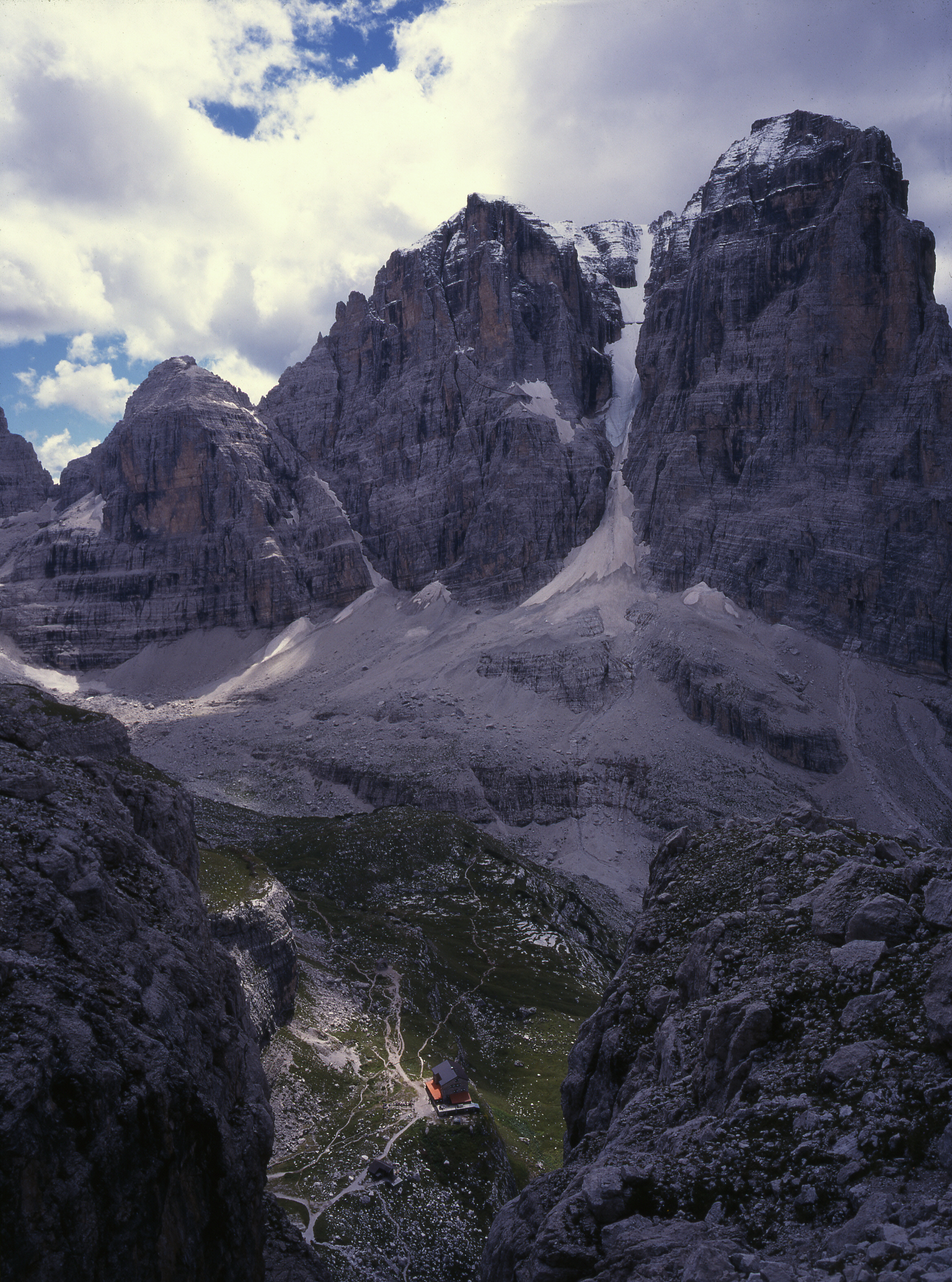
Италия, Брента, Кроццон-ди-Брента и ледяной овраг Чима Тоза

Кулуа́р (от фр. couloir — проход, коридор) — ложбина в склоне горы (обычно среди скал и скальных сбросов), направленная вниз по линии тока воды. Широкая в верхней части, сужается внизу. Может образовываться в результате выветривания или тектонических процессов.
- лавинные — определяют пути схода лавин.
- скальные — пути схода временных потоков воды и камней (осыпей, обвалов)[2].

Кулуар Нортона — один из популярных маршрутов подъёма на Эверест. Подъём по кулуару связан с повышенным риском схода лавины и камнепадов.